# مارک مک‌سیم
مارک مک‌سیم (انگلیسی: Mark McGwire؛ زادهٔ ۱ اکتبر ۱۹۶۳) بازیکن بیس‌بال اهل ایالات متحده آمریکا است.
از باشگاه‌هایی که در آن بازی کرده‌است می‌توان به لس آنجلس داجرز و سنت لوئیس کاردینالز اشاره کرد.